# Alfonso Lara
Alfonso Osvaldo Lara Madrid (Santiago, 27 de abril de 1946 - Santiago, 13 de agosto de 2013) é um ex-futebolista chileno. Ele esteve presente na Copa do Mundo de 1974, sediada na Alemanha. Atuou como reserva no jogo de abertura, fase de grupos (primeira fase) contra a Alemanha Ocidental. Lara entrou no lugar de Rodríguez aos 38 minutos do segundo tempo.